# PMM1
PMM1 (англ. Phosphomannomutase 1) – білок, який кодується однойменним геном, розташованим у людей на короткому плечі 22-ї хромосоми. Довжина поліпептидного ланцюга білка становить 262 амінокислот, а молекулярна маса — 29 747.
| 10         |  | 20         |  | 30         |  | 40         |  | 50         |
| ---------- |  | ---------- |  | ---------- |  | ---------- |  | ---------- |
| MAVTAQAARR |  | KERVLCLFDV |  | DGTLTPARQK |  | IDPEVAAFLQ |  | KLRSRVQIGV |
| VGGSDYCKIA |  | EQLGDGDEVI |  | EKFDYVFAEN |  | GTVQYKHGRL |  | LSKQTIQNHL |
| GEELLQDLIN |  | FCLSYMALLR |  | LPKKRGTFIE |  | FRNGMLNISP |  | IGRSCTLEER |
| IEFSELDKKE |  | KIREKFVEAL |  | KTEFAGKGLR |  | FSRGGMISFD |  | VFPEGWDKRY |
| CLDSLDQDSF |  | DTIHFFGNET |  | SPGGNDFEIF |  | ADPRTVGHSV |  | VSPQDTVQRC |
| REIFFPETAH |  | EA         |  |            |  |            |  |            |

A: Аланін

C: Цистеїн

D: Аспарагінова кислота

E: Глутамінова кислота

F: Фенілаланін

G: Гліцин

H: Гістидин

I: Ізолейцин

K: Лізин

L: Лейцин

M: Метіонін

N: Аспарагін

P: Пролін

Q: Глутамін

R: Аргінін

S: Серин

T: Треонін

V: Валін

W: Триптофан

Кодований геном білок за функціями належить до ізомераз, фосфопротеїнів. 
Задіяний у такому біологічному процесі, як ацетилювання. 
Білок має сайт для зв'язування з іонами металів, іоном магнію. 
Локалізований у цитоплазмі.